# National Rugby League 1952
La New South Wales Rugby Football League de 1952 fue la 45.ª edición del torneo de rugby league más importante de Australia.

## Formato
Los clubes se enfrentaron en una fase regular de todos contra todos, los cinco equipos mejor ubicados al terminar esta fase clasificaron a la postemporada.
Se otorgaron 2 puntos por el triunfo, 1 por el empate y ninguno por la derrota.

## Desarrollo

### Tabla de posiciones
| Pos. | Equipo                        | Encuentros | Encuentros | Encuentros | Encuentros | Tantos | Tantos | Tantos | Puntos |
| Pos. | Equipo                        | PJ         | PG         | PE         | PP         | F      | C      | Dif    | Puntos |
| ---- | ----------------------------- | ---------- | ---------- | ---------- | ---------- | ------ | ------ | ------ | ------ |
| 1    | Western Suburbs Magpies       | 18         | 14         | 1          | 3          | 331    | 264    | +67    | 29     |
| 2    | St. George Dragons            | 18         | 13         | 0          | 5          | 375    | 279    | +96    | 26     |
| 3    | South Sydney Rabbitohs        | 18         | 12         | 0          | 6          | 344    | 189    | +155   | 24     |
| 4    | North Sydney Bears            | 18         | 11         | 0          | 7          | 384    | 247    | +137   | 22     |
| 5    | Manly-Warringah Sea Eagles    | 18         | 11         | 0          | 7          | 334    | 261    | +73    | 22     |
| 6    | Balmain Tigers                | 18         | 8          | 0          | 10         | 351    | 256    | +95    | 16     |
| 7    | Newtown Jets                  | 18         | 6          | 0          | 12         | 210    | 341    | -131   | 12     |
| 8    | Eastern Suburbs               | 18         | 6          | 0          | 12         | 259    | 397    | -138   | 12     |
| 9    | Canterbury-Bankstown Bulldogs | 18         | 5          | 1          | 12         | 214    | 386    | -172   | 11     |
| 10   | Parramatta Eels               | 18         | 3          | 0          | 15         | 241    | 423    | -182   | 6      |

|  | Postemporada. |

### Postemporada

#### Playoff
| 27 de agosto | North Sydney Bears | 36 - 8 | Manly-Warringah Sea Eagles |  |  |

#### Semifinales
| 30 de agosto | Western Suburbs Magpies | 10 - 18 | South Sydney Rabbitohs |  |  |

| 6 de septiembre | St. George Dragons | 9 - 21 | North Sydney Bears |  |  |

#### Final preliminar
| 13 de septiembre | South Sydney Rabbitohs | 26 - 12 | North Sydney Bears |  |  |

#### Final
| 20 de septiembre | Western Suburbs Magpies | 22 - 12 | South Sydney Rabbitohs | Sydney Cricket Ground, Sídney   |  |
|                  |                         |         |                        | Asistencia: 41.060 espectadores |  |

| Bandera de Australia            |
| Campeón Western Suburbs Magpies |
| Cuarto título                   |